# Belén de Escobar

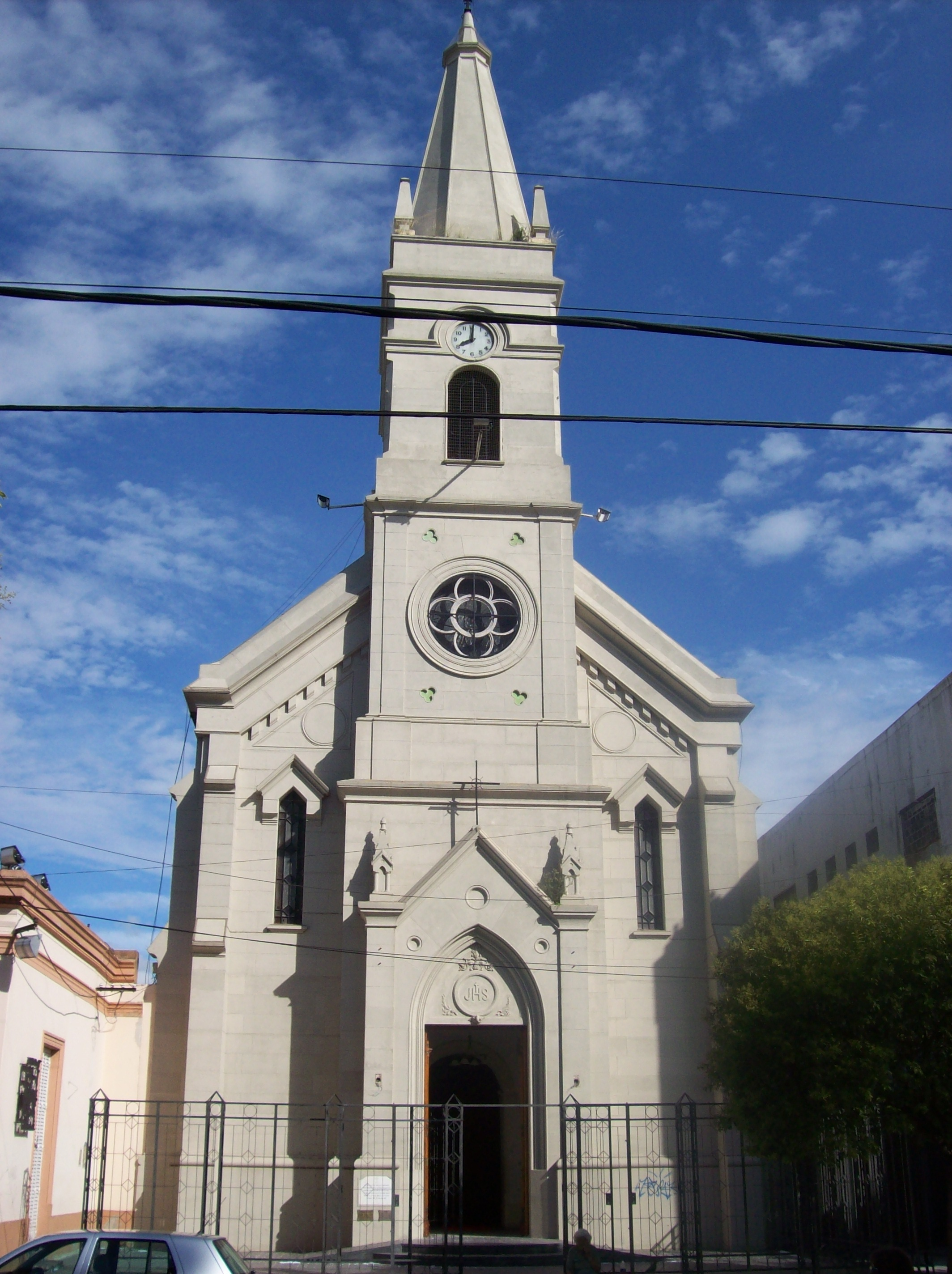
Pfarrei "Geburt unseres Herrn Jesus Christus" in Belén de Escobar.

Belén de Escobar ist eine Stadt im östlichen Argentinien, gelegen im Ballungsraum der Hauptstadt Buenos Aires (Gran Buenos Aires) an einem Nebenarm des Río Paraná. Das Partido Escobar, dessen Hauptort Belén de Escobar ist, hat 173.155 Einwohner, wobei etwa 80.000 auf die Stadt selbst und der Rest auf die Vororte Matheu, Ingeniero Maschwitz und Garín kommen.

## Geschichte
Belén de Escobar wurde hauptsächlich von asiatischen Einwanderern geprägt. Wegen des stürmischen Wachstums der Randgebiete des Ballungsraumes von Buenos Aires hat die Stadt allerdings inzwischen den Charakter einer Schlafstadt angenommen. Weite Teile des Stadtgebietes haben einen ärmlichen Charakter, es gibt viele Elendsviertel. Auf der anderen Seite haben seit den 1980er Jahren auch viele Country Clubs eröffnet.
Escobar gilt wegen der vielen Gärten und Plätze im Zentrum als Stadt der Blumen, und jedes Jahr wird hier das nationale Blumenfest (Fiesta Nacional de la Flor) ausgetragen. Auch sonst ist der Wochenend-Tourismus von Buenos Aires aus ein wichtiger Faktor, ein beträchtlicher Teil des beliebten Naherholungsgebietes des Deltas des Río Paraná gehört so zu Escobar.
In der Umgebung von Escobar gründete der spanische Adelantado Pedro de Mendoza Anfang 1536 das erste Buenos Aires, vermutlich nahe dem Ufer des Río Luján, eines Zuflusses des Río Paraná. Der Expedition gehörte auch der bayerische Landsknecht und Büchsenmacher Ulrich Schmidl aus Straubing an, dessen Verdienste im Buch „Utz Schmidl“ von Federico B. Kirbus gewürdigt wurden.
Politisch hat Escobar seit den 1990er-Jahren für Aufsehen in Argentinien gesorgt, da dort der rechtsextreme Luis Patti, ein bekannter Kollaborateur der Militärdiktatur Argentiniens zwischen 1976 und 1983, 1999 in den Posten des Bürgermeisters (intendente) gewählt wurde.